# Ферфілд Тауншип (округ Камберленд, Нью-Джерсі)
Ферфілд Тауншип (англ. Fairfield Township) — селище (англ. township) в США, в окрузі Камберленд штату Нью-Джерсі. Населення — 5546 осіб (2020).

## Демографія
Згідно з переписом 2010 року, у селищі мешкало 6295 осіб у 1882 домогосподарствах у складі 1356 родин. Було 2058 помешкань
Расовий склад населення:
| - 47,5 % — чорних або афроамериканців - 37,5 % — білих - 5,1 % — корінних американців - 0,4 % — азіатів - 4,6 % — осіб інших рас |

До двох чи більше рас належало 4,8 %. Частка іспаномовних становила 12,8 % від усіх жителів.
За віковим діапазоном населення розподілялося таким чином: 17,8 % — особи молодші 18 років, 69,0 % — особи у віці 18—64 років, 13,2 % — особи у віці 65 років та старші. Медіана віку мешканця становила 39,0 року. На 100 осіб жіночої статі у селищі припадало 139,4 чоловіків;  на 100 жінок у віці від 18 років та старших — 148,8 чоловіків також старших 18 років.
Середній дохід на одне домашнє господарство  становив 60 274 долари США (медіана — 50 154), а середній дохід на одну сім'ю — 67 629 доларів (медіана — 57 206). Медіана доходів становила 37 256 доларів для чоловіків та 40 259 доларів для жінок. За межею бідності перебувало 13,7 % осіб, у тому числі 17,0 % дітей у віці до 18 років та 12,0 % осіб у віці 65 років та старших.
Цивільне працевлаштоване населення становило 2204 особи. Основні галузі зайнятості: освіта, охорона здоров'я та соціальна допомога — 29,1 %, виробництво — 15,8 %, роздрібна торгівля — 9,8 %, публічна адміністрація — 9,0 %.